# Gerbamont
Gerbamont é uma comuna francesa na região administrativa do Grande Leste, no departamento de Vosges. Estende-se por uma área de 9.69 km². Em 2010 a comuna tinha 368 habitantes (densidade: 38 hab./km²).